# Rio Arda (Maritsa)
O rio Arda (em búlgaro: Арда; em turco: Arda; em grego: Άρδας; romaniz.: Árdas) é um rio da Europa na Cordilheira Balcânica que flui através da Bulgária, Grécia e Turquia. Tem comprimento de 290 quilômetros, dos quais 241,3 somente na Bulgária, e é um do afluente do Maritsa (velho Hebro). Na Antiguidade e Alta Idade Média foi chamado Harpesso (em grego: Άρπησσος; romaniz.: Hárpessos) pelos gregos e Artisco (em latim: Artiscus; em grego: Αρτισκός; romaniz.: Artiskós) pelos romanos e bizantinos.